# Villa Butori
Villa Butori, indicata anche come villa Arnolfini  o villa La Badiola, è una villa di Lucca situata in località San Pancrazio.

## Storia
La villa fu costruita da Girolamo Arnolfini (1490-1567), da cui il nome di villa Arnolfini, verso la metà del XVI secolo.
Nel XVIII secolo la proprietà della villa passò alla casata dei Sirti, che ne definì lo stemma nelle fattezze attuali, e poi ai Contz (Conz), che fecero costruire l'arcata che sostiene la sovrastante galleria aperta e che si estende nella parte anteriore della villa fino all'ala della servitù. Allo stesso tempo l'oratorio fu spostato in un fabbricato precedentemente usato come citroniere.
Nel 1812, quando Lucca si trovava sotto il dominio napoleonico di Elisa Baciocchi, la villa venne annessa alla villa reale, salvo poi esserne nuovamente divisa nel 1817.
È stata chiamata villa La Badiola a partire dal 1976, quando nella stessa vennero girate diverse scene del film L'innocente di Luchino Visconti che ritraggono i protagonisti della pellicola nella loro residenza chiamata, appunto, “La Badiola”.

## Architettura
Villa Butori rappresenta lo stile tardo-rinascimentale tipico del XVII secolo. Essa, in origine, era essenzialmente formata da un parallelepipedo. Solo successivamente sono state aggiunte le due ali laterali. 
È corredata di un grande parco, costellato da molti alberi e piante secolari, soprattutto cipressi e camelie, accompagnati da fontane caratteristiche.

## Altre immagini

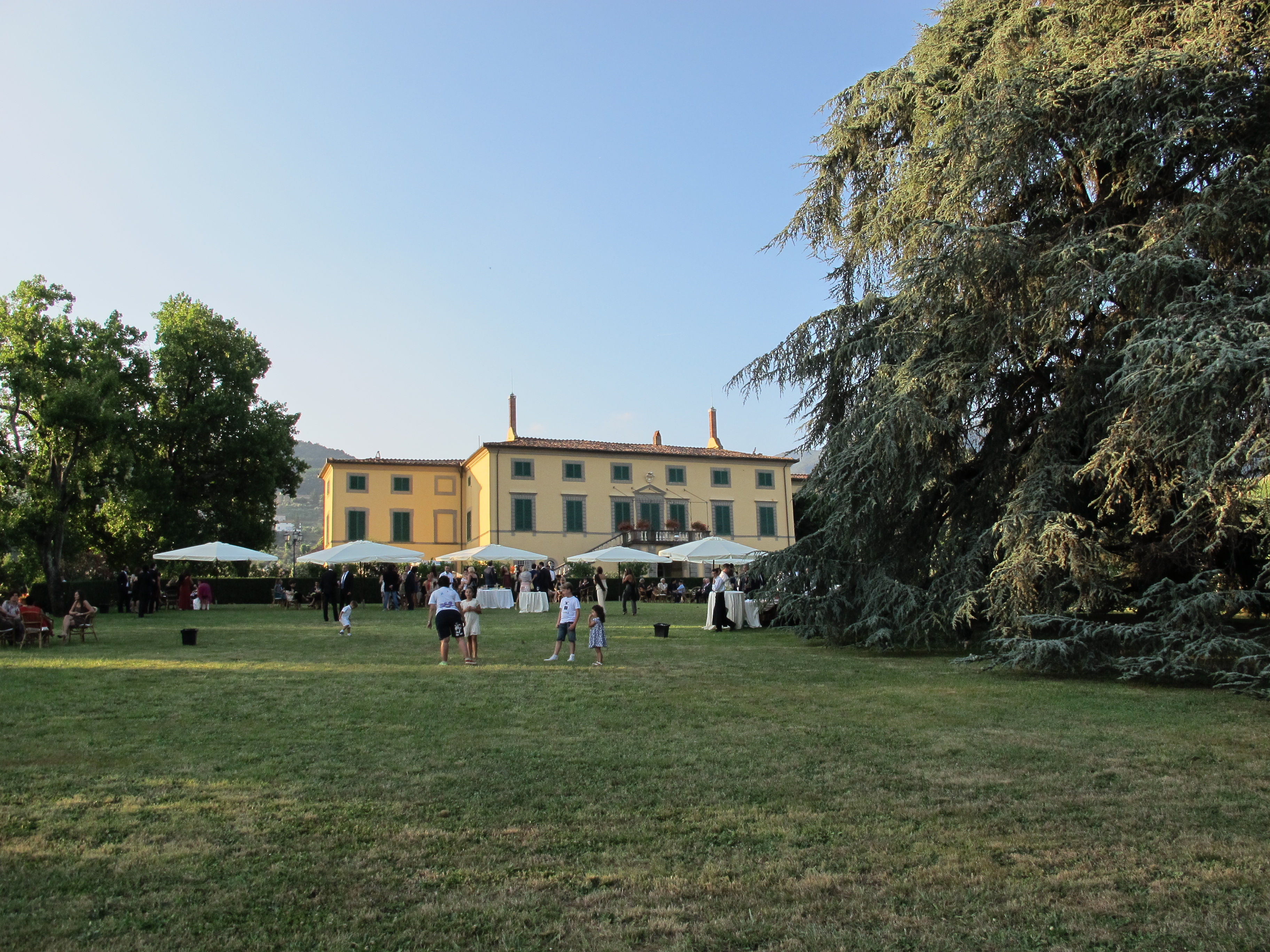
Parco
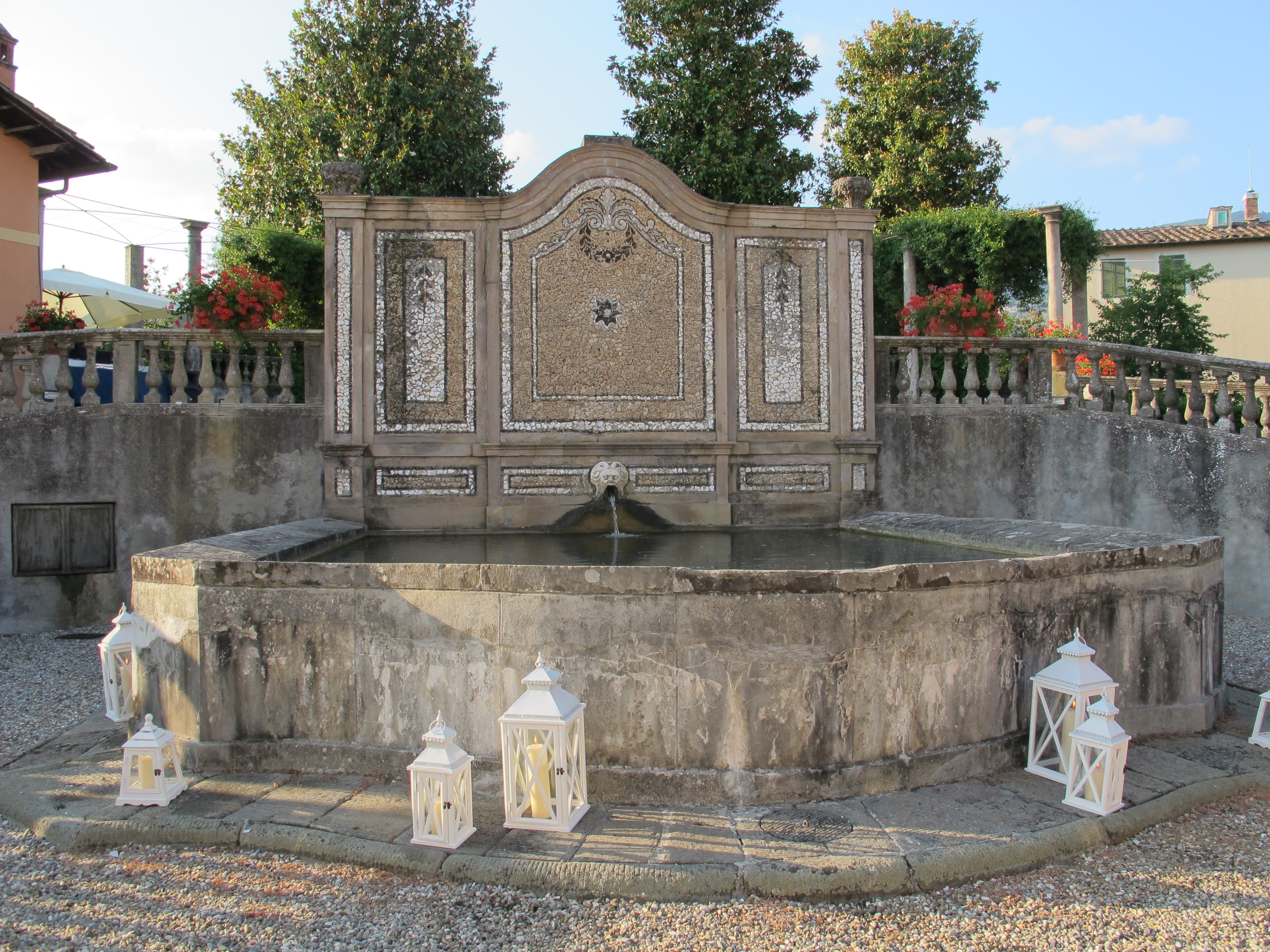
Fontana
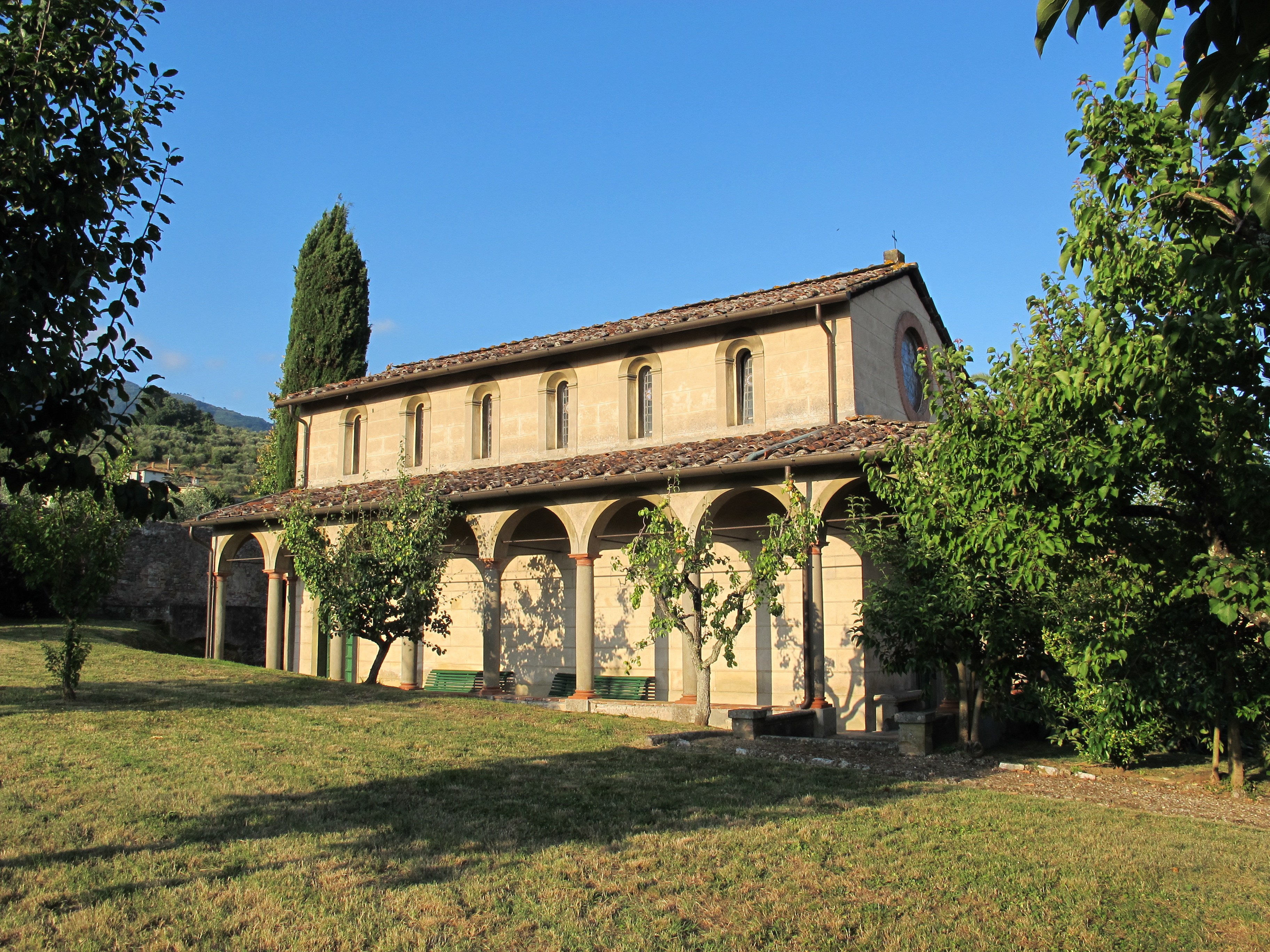
Chiesa